# 秦淮河
秦淮河（しんわいが、Qinhuai River、簡体字: 秦淮河、拼音: Qínhuái hé）は、中華人民共和国の江蘇省南京市内を貫く河川。長江下流（揚子江）の右支流で、南京市内では長江を除くと最大の川である。全長は100キロメートル余り、流域面積は2,600平方キロメートル余りで、句容市（鎮江市）、溧水区（南京市）、江寧区などを流れている。

## 流路
秦淮河には南北二つの源流がある。北の源流は句容河といい、句容市宝華山の南麓に発し、南の源流は溧水河といい、溧水区の東廬山に発する。南北の二つの源流が江寧区方山埭西北村で合流し、方山を過ぎて北西へ向けて流れ、南京城内へ入っている。
南京城の通済門外の九龍橋で、秦淮河は内秦淮河と外秦淮河に分流している。内秦淮河は本流であり、九龍橋の先は西へ向かって東水関から城内へ入り、淮清橋を過ぎ、青渓と合流して南西へ向かい、利渉橋を経て小運河と合流し、文徳橋の下を通り、武定橋、鎮淮橋と過ぎて北西へ折れ、新橋と上浮橋を過ぎて陡門橋に至り運瀆水と合流する。下浮橋を過ぎ、西水関で城内から出た後は外秦淮河と再び合流している。
外秦淮河の方は南京城内へ入らない。九龍橋を過ぎると一旦南へ転じ西へ折れ、長干橋を経て落馬澗と合流し、西へ流れて賽虹橋に至りまた二つに分かれる。本流（正支）は覓渡橋を過ぎて内秦淮河と合流し、北へ向かい石頭城に沿って流れ、三汊河で長江に流入している。傍流（旁支）は賽虹橋を過ぎ江東橋を通り、北河口から長江へ流入している。
このほか、江寧区東山街道と長江の間には、18キロほどの長さの秦淮新河がある。これは1970年代になって建設された広い人工の河道である。

## 歴史
内秦淮河は全長9.6里あり（中国の里はだいたい500メートルほど）、このため「十里秦淮」と呼ばれている。建康（南京）に首都が置かれた六朝時代、建康の都城内には繁華な居民区や商業区が栄え六朝文化が花開いていたが、隋が陳を滅ぼした後は見る影もなく凋落した。南京が再び繁華な大都会となるのは明清代になってからで、内秦淮河の両岸には人家が密集し、楼閣が立ち並び非常に繁栄した。明清時代、この地には科挙の試験場である江南貢院や、明太祖朱元璋が設立した官営の芸妓院である富楽院（旧院）があり、江南貢院と富楽院は内秦淮河を挟んで向かい同士だった。明の崇禎末年に散文家の張岱は『秦淮河房』に秦淮河の盛況ぶりを描写している。
秦淮河河房、便寓、便交際、便淫冶，房値甚貴、而寓之者無虚日。畫船蕭鼓、去去來來、周折其間。河房之外、家有露台、朱欄綺疏、竹簾紗幔。夏月浴罷、露台雜坐。兩岸水樓中、茉莉風起動兒女香甚。女各團扇輕絝、緩鬢傾髻、軟媚着人。年年端午、京城士女填溢、競看燈船。
清の康熙年間、余懐が書いた『板橋雑記・秦淮燈船』にも、秦淮河を行く燈船の盛況ぶりが描かれている。
秦淮燈船之盛、天下所無。兩岸河房、雕欄畫檻、綺窗絲障、十里珠簾。
現在の「十里秦淮」観光は夫子廟が中心で、廟市街景が一体となって「秦淮風光景区」（中国の5A級観光地（2010年認定））を作っている。秦淮河は南京市内の他の川同様、水質汚染が激しい。市政府は近年になって対策に乗り出している。